# Rusophycus

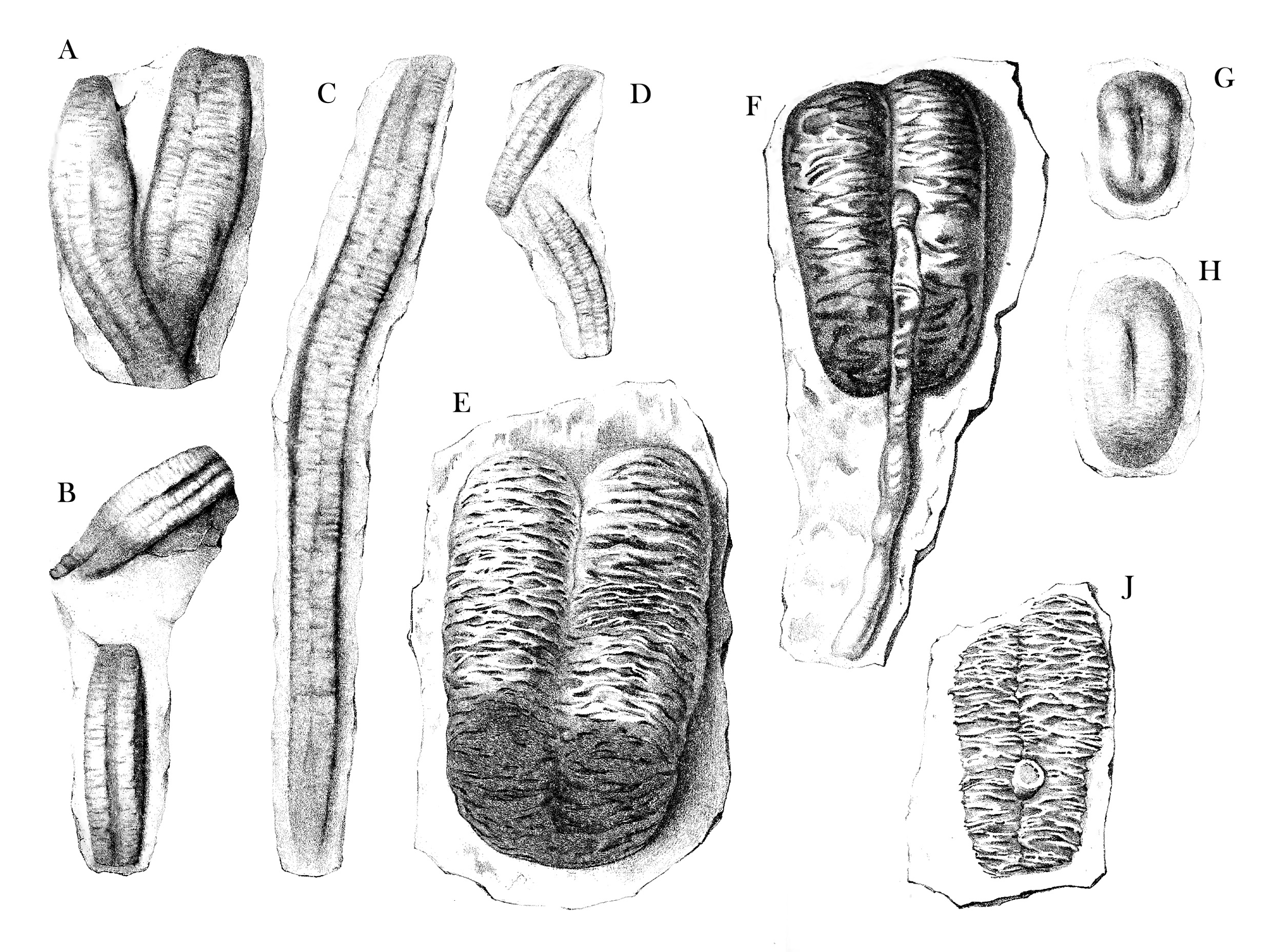
Ilustraciones de James Hall en Paleontology of New York. Volume 2. para su descripción de los géneros Rusophycus y Cruziana (1852).

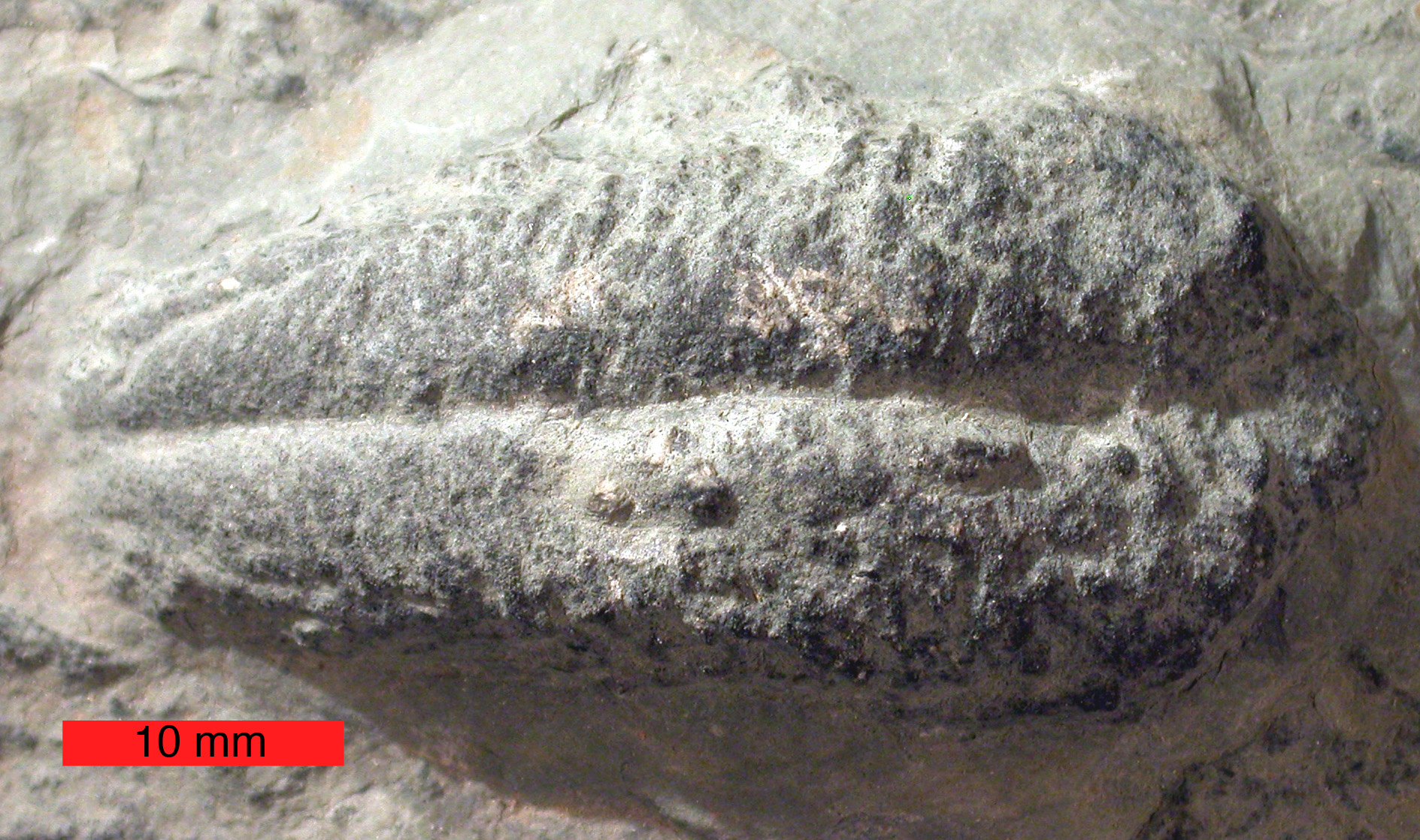
Rusophycus del Ordovícico de Ohio, Estados Unidos.

Rusophycus Hall, 1852 es un paragénero de icnofósiles presente en rocas sedimentarias de facies marina profunda, marina superficial, fluvial y lacustre de finales del Precámbrico a la actualidad. Es uno de los icnofósiles más representativos de la actividad etológica de trilobites si bien son realizados por una gran variedad de organismos.

## Morfología
Las trazas de Rusophycus son característicamente bilobuladas con simetría bilateral, de pequeño o mediano tamaño, de altura variable y que pueden ser perfectamente paralelas entre sí o fusionarse en su zona posterior. Los dos lóbulos pueden aparecer ornamentados con pequeñas estriaciones trasversales y, más raramente, con estriaciones longitudinales externas. Por lo general ambos lóbulos se estrechan significativamente en su zona terminal. 
Se corresponden con trazas de reposo (tipo cubichnia) al funcionar como cubil o madriguera, de alimentación (tipo fodinichnia) al ser marcas de remoción de sustrato en busca de alimento o de depredación (tipo praedichnia) al ser marcas realizadas al acechar un organismo su presa. Algunos investigadores incluso han sugerido que pudieran tratarse de nidos excavados para depositar en ellos huevos.

## Atribución

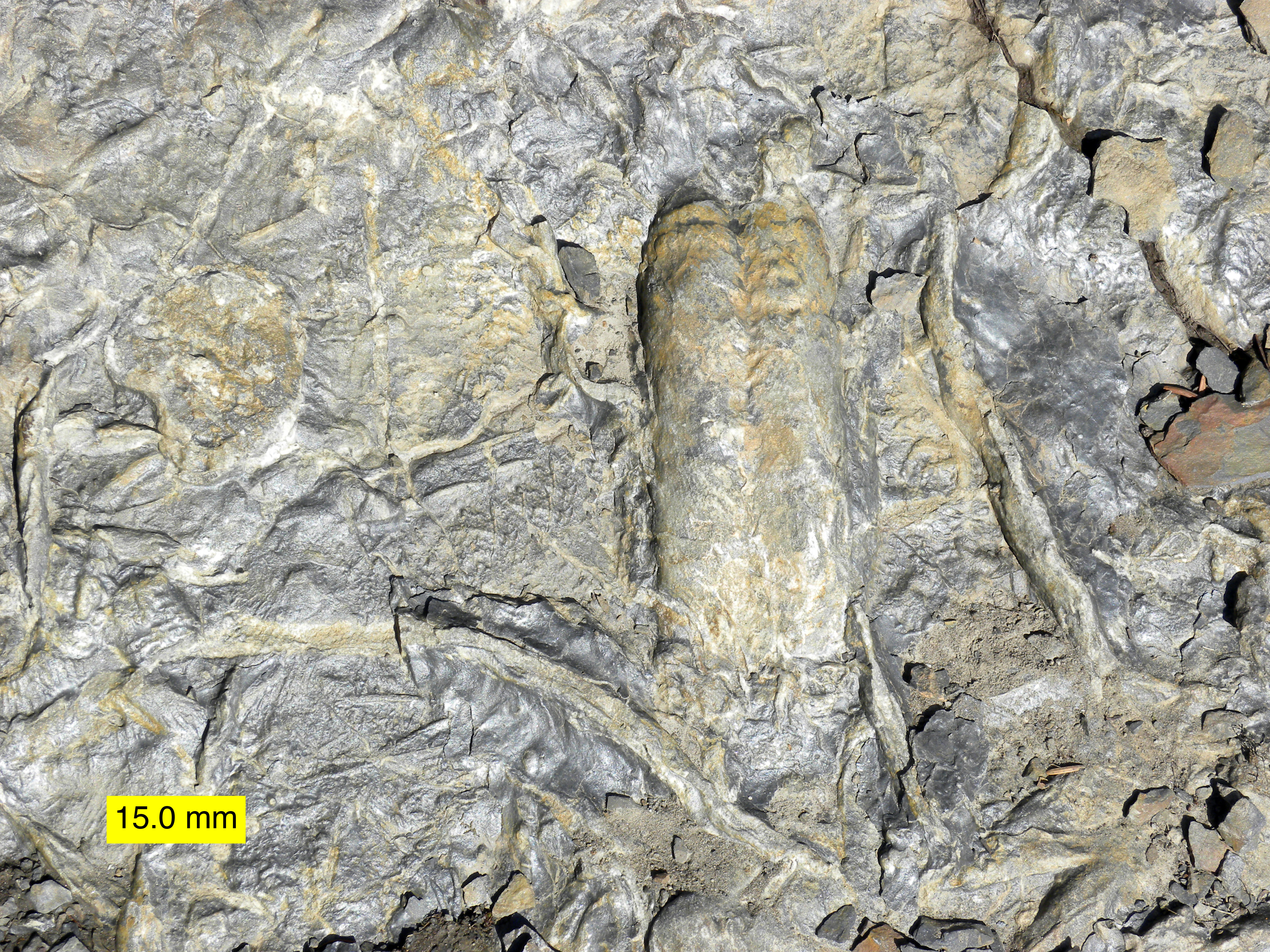
Rusophycus y Cruziana del Cámbrico de Alberta, Canadá.

Estos icnofósiles fueron interpretados en un principio junto a Cruziana como fósiles de vegetales, de ahí el prefijo phycus de griego φῦκος, «alga», de su nombre. En 1864 John William Dawson publicó un trabajo demostrando que eran rastros de la actividad excavadoras de trilobites. Posteriormente en 1873 un estudio similar fue dado a conocer por Alfréd Gabriel Nathorst con más éxito que su predecesor.
Como trazas de actividad algunos ejemplares muestran marcas de la anatomía de trilobite, y se puede distinguir la región cefálica y el pigidio, y algunas incluso pueden ser confundidas con moldes. Rusophycus aparece por primera vez en el registro fósil en el Cámbrico Inferior (535 millones de años en la Formación Zhujiaqington de China y 530 millones de años en la Formación Chapel Island de Nuevo Brunswick, Canadá). La atribución zoológica de estos primeros especímenes es dudosa debido a que los primeros restos fósiles de trilobites, principales formadores de Rusophycus durante el Paleozoico Inferior, son de hace 525 millones de años aunque se considera que el grupo debió aparecer 80 millones de años antes. Realmente son varios los grupos animales que pueden realizar marcas tipo Rusophycus y, de hecho, con posterioridad a la extinción de los trilobites hasta la actualidad siguen apareciendo rastros similares que pueden haber sido realizados por estrellas de mar, artrópodos de simetría bilateral, vertebrados u otros organismos bentónicos no sésiles.